# Trappes
Trappes là một xã thuộc tỉnh Yvelines, trong vùng Île-de-France, Pháp, cự ly khoảng 13 km về phía tây của Versailles.
Người dân địa phương trong tiếng Pháp gọi là Trappistes.

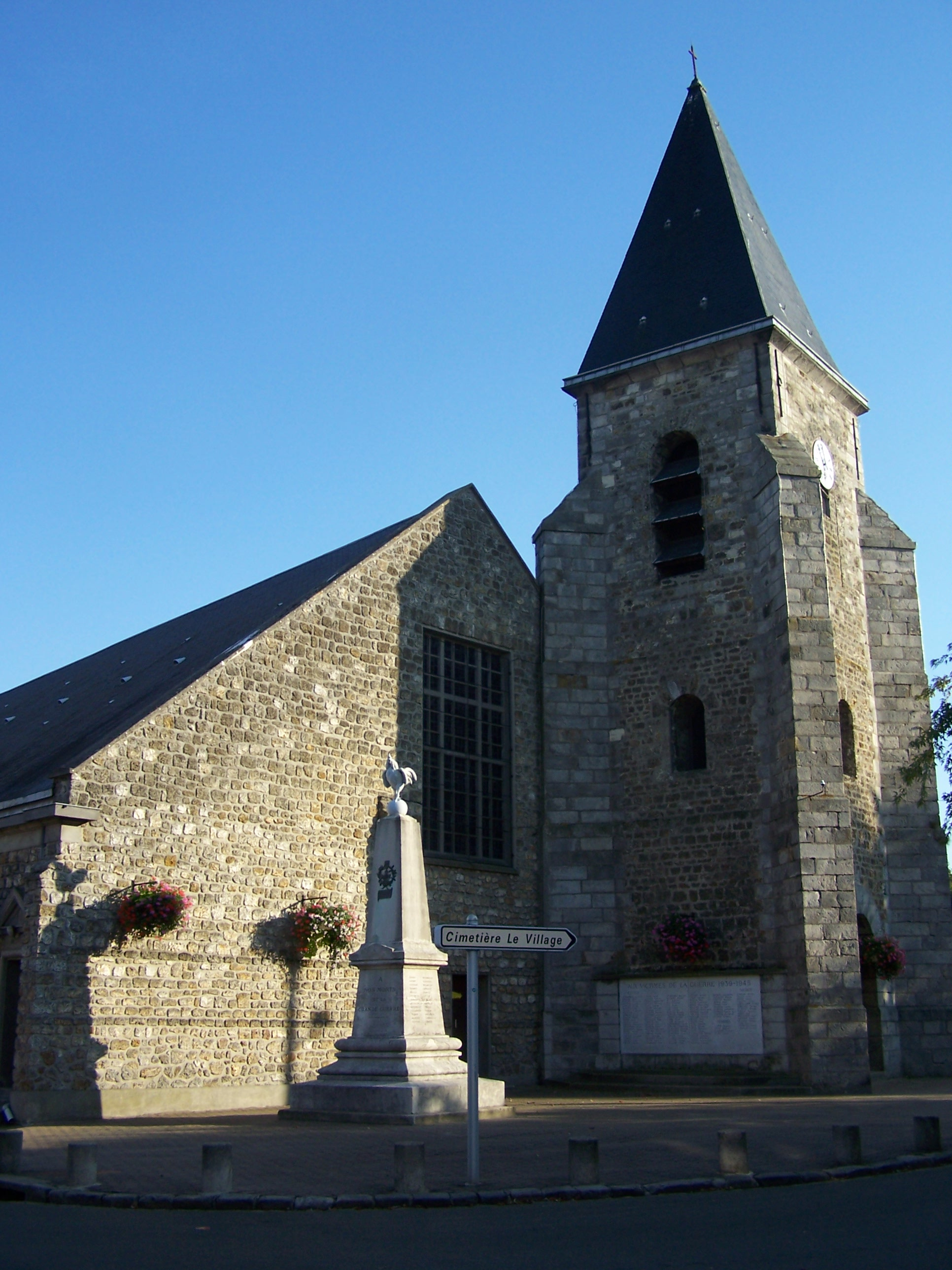
Nhà thờ Saint-Georges

Trappes nằm trên cao nguyên về phía nam của Versailles.
Các xã giáp ranh là: Bois-d'Arcy về phía đông bắc, Montigny-le-Bretonneux về phía đông, Magny-les-Hameaux về phía đông nam, du Mesnil-Saint-Denis về phía nam, Élancourt về phía tây và Plaisir về phía bắc.
Khu vực trung tâm đô thị hóa và công nghiệp hóa với diện tích 400 ha. xung quanh ao Saint-Quentin về phía nam có 450 ha rừng công cộng Port-Royal. 

## Biến động dân số
| 1793 | 1800 | 1806 | 1821 | 1831 | 1836 | 1841 | 1846 | 1851 |
| ---- | ---- | ---- | ---- | ---- | ---- | ---- | ---- | ---- |
| 561  | 616  | 584  | 638  | 718  | 739  | 799  | 809  | 910  |

| 1856 | 1861 | 1866 | 1872 | 1876 | 1881 | 1886  | 1891 | 1896  |
| ---- | ---- | ---- | ---- | ---- | ---- | ----- | ---- | ----- |
| 830  | 774  | 812  | 918  | 976  | 986  | 1 069 | 965  | 1 086 |

| 1901  | 1906  | 1911  | 1921  | 1926  | 1931  | 1936  | 1946  | 1954  |
| ----- | ----- | ----- | ----- | ----- | ----- | ----- | ----- | ----- |
| 1 114 | 1 096 | 1 270 | 1 352 | 1 641 | 2 604 | 3 419 | 3 216 | 4 885 |

| 1962                                         | 1968   | 1975   | 1982   | 1990   | 1999   | - | - | - |
| -------------------------------------------- | ------ | ------ | ------ | ------ | ------ | - | - | - |
| 9 643                                        | 16 799 | 22 895 | 29 763 | 30 878 | 28 812 | - | - | - |
| Số liệu kể từ 1962 : dân số không tính trùng |        |        |        |        |        |   |   |   |